# مهدی حائری یزدی
مهدی حائری یزدی (فروردین ۱۳۰۲ – ۱۸ تیر ۱۳۷۸) فقیه و متکلم شیعه ایرانی، استاد حوزه علمیه قم، دانشگاه تهران و دانشگاه‌های کانادا و آمریکا، نماینده بروجردی در آمریکا و اولین سفیر ایران در آمریکا پس از انقلاب ۱۳۵۷ و عضو مکتب متاع بود که در دوران وزارت خارجه کریم سنجابی و با نظر استاد و دوستش روح‌الله خمینی به این مقام منصوب شد.

## فعالیت علمی
حائری یزدی علوم حوزوی را نزد روح‌الله خمینی، احمد خوانساری، میرزا مهدی آشتیانی، سید حسین طباطبایی بروجردی و سید محمد حجت کوه کمری فرا گرفت و پس از اخذ درجه اجتهاد به عنوان نماینده سید حسین طباطبایی بروجردی به آمریکا سفر کرد. او اولین شخصی بود که اجتهاد مطلق را از بروجردی دریافت می‌کرد. در آمریکا و کانادا هم به آموختن فلسفه غرب پرداخت و موفق به گرفتن درجه دکترا در رشته فلسفه تحلیلی با تز دکترای «علم حضوری، اصول معرفت‌شناسی در فلسفهٔ اسلامی» از دانشگاه تورنتو شد.

### تدریس
سوابق تدریس:
- تدریس فلسفه (از جمله فلسفه دکارت و فلسفه عالی مشایی) در دارالتبلیغ اسلامی در سال‌های ۱۳۴۴ و ۱۳۴۵.
- تدریس الهیات و فلسفه، درآیة الحدیث و شرح اصول کافی در دانشکده الهیات دانشگاه تهران که در خلال سال‌های ۱۳۴۴ الی ۱۳۴۸، فلسفه ابن سینا و ملاصدرا را برای شاگردان خود تدریس می‌کرد.
- تدریس کفایه‌الاصول، اسفار و اشارات در مدرسه سپهسالار قدیم (جنب مدرسه علمیه مروی)
- تدریس در «مرکز تحقیقات ادیان جهانی» وابسته به دانشگاه هاروارد در طول سال‌های ۱۹۶۴ و ۱۹۶۵
- تدریس فلسفه اسلامی و ادبیات فارسی در دانشگاه مک‌گیل در سالهای ۱۹۶۹ تا ۱۹۷۱
- تدریس فلسفه و فقه در دانشگاه میشیگان در خلال سالهای ۱۹۷۱ و ۱۹۷۲
- تدریس ادبیات فارسی -تاریخ بیهقی- در دورهٔ فوق لیسانس دانشگاه تورنتو در سالهای ۱۹۷۴ و ۱۹۷۵
- تدریس در «مؤسسه تحقیقات قرون وسطی» وابسته به دانشگاه تورنتو با عنوان «تعلیمات بنیادین فلسفهٔ بوعلی سینا» در خلال سالهای ۱۹۷۵ و ۱۹۷۶.
- تدریس در دانشگاه جرج تاون با عنوان «مبادی عناصر الهی در جوامع اسلامی» در سال ۱۹۷۹.
- تدریس در دانشگاه تورنتو در زمینه فلسفه اخلاق در سالهای ۱۹۷۹ و ۱۹۸۰.
- تدریس فلسفه در دانشگاه ییل ـ دانشگاه دولتی نیویورک
- تدریس فلسفه تحلیلی در دانشگاه آکسفورد
- تدریس فلسفه اشراق در دانشگاه مونترال

حائری در شهریور ۱۳۵۹ که از آمریکا به ایران بازگشت و پس از آن حق خروج از کشور را نداشت و به نوعی در تهران بازداشت خانگی بود. این بازداشت تا سال ۱۳۶۲ که به انگلستان و دانشگاه آکسفورد رفت، ادامه یافت.

## خانواده
او فرزند عبدالکریم حائری یزدی (مؤسس حوزه علمیه قم) و برادر مرتضی حائری یزدی دیگر فقیه نامدار شیعه است. برادرزاده او (دختر مرتضی حائری) همسر مصطفی خمینی پسر روح‌الله خمینی بود و او از این طریق با خانواده خمینی خویشاوندی داشت.
همچنین خمینی سال‌ها در حوزه علمیه قم شاگرد عبدالکریم حائری بود؛ و مهدی نیز فلسفه اسلامی را از خمینی می‌آموخت. علاوه بر این آن دو بیش از بیست سال در قم روابط دوستانه بسیار نزدیکی با یکدیگر داشتند.

## نظرات
حائری از مهم‌ترین منتقدان حکومت دینی و از طرفداران جدایی دین از سیاست و مشروعیت دمکراتیک حکومت به‌شمار می‌آمد و نظرات خود را در این باره، در کتاب حکمت و حکومت بیان کرده است.
نظریه وکالت مالکان شخصی مشاع از ابداعات او در فقه سیاسی شیعه است. او در این نظریه حق حکومت را به تمام اهالی سرزمین که از نظر او مالکان طبیعی آن هستند می‌دهد و حکومت‌گران را نمایندگان و وکلای مردم می‌داند.
حائری در موارد بسیاری با خمینی اختلاف نظر داشت. از جمله اینکه تئوری ولایت فقیه را از لحاظ منطقی مخدوش می‌دانست. و احتمالاً نخستین پژوهش‌گری بود که در کتاب حکمت و حکومت به‌طور تئوریک نظریه ولایت فقیه را به چالش کشید. همچنین با ادامه جنگ ایران و عراق مخالف بود و فتوای مرگ سلمان رشدی از سوی خمینی را برخلاف موازین شرعی و علیه منافع مسلمانان می‌دانست.

## فعالیت سیاسی
او در دوران نخست‌وزیری محمد مصدق به پیشنهاد بروجردی به عضویت شورای عالی فرهنگ درآمد.
علاقه او به جبهه ملی و اعتقادش به مصدق آشکار بود. او در خاطراتش می‌گوید: «بنده با این که رسماً جزو جبهه ملی نبودم و اصولاً هیچ وقت مایل نبودم که در هیچ حزب و گروهی رسماً مشارکت کنم، ولیکن نسبت به جبهه ملی و بخصوص نسبت به شخص دکتر مصدق خیلی علاقه زیاد داشتم… معتقدم به این که عامل شکست او فقط صحت عمل و درستی‌اش، کردار و رفتار سیاسی او بود، رفتار اصولی سیاسی… او همیشه یک حرف می‌زد: چه در زندان، چه در ریاست دولت و نخست‌وزیری، چه در وکالت مجلس…».
حائری در سال ۱۳۳۲ در انتخابات هفدهمین دوره مجلس شورای ملی نامزد نمایندگی شهر یزد شد و در ائتلاف با دکتر مرشد و موسوی زاده قرار گرفت که با شکست ائتلافشان به مجلس راه نیافت.
وی پس از تحصیل در حوزه علمیه قم و اخذ درجه اجتهاد در دهه ۱۳۳۰ به آمریکا رفت و انجمن اسلامی دانشجویان کانادا و آمریکا را تأسیس کرد که صادق قطب زاده، مصطفی چمران و پس از مدتی ابراهیم یزدی وارد آن شدند.
او همچنین پس از استعفا از سرپرستی سفارت ایران در واشینگتن و در دوران اقامت در آمریکا و در جریان بحران گروگان‌گیری در سفارت آمریکا تلاش نافرجامی را برای پایان این ماجرا انجام داد.